# 遮放镇
遮放镇，是云南省德宏傣族景颇族自治州芒市下辖的一个镇，位于芒市西部，境内有遮放农场。

## 历史
历史上，遮放镇是遮放土司的辖地。1936年，国民政府在潞西地区推行乡镇建制，成立遮放镇，隶属潞西设治局第二区，1945年更名青龙镇。中华人民共和成立后，青龙镇隶属潞西县遮放区。1953年，青龙镇复名遮放镇，遮放区畹町镇升格为县辖畹町办事处。1956年，裁减遮放区的区域，划出东北练、东山、西山、中山、三台山五个生产文化站。1958年实行人民公社化运动，更名遮放公社，1959年取消公社，恢复遮放区，同时裁撤遮放镇，并入遮放区下辖的户闷乡。1963年恢复遮放镇。1969年实行人民公社化运动，遮放区改称前卫公社，改遮放镇为东风大队，1971年恢复原名。1984年，恢复区乡建制；1987年12月，遮放区改为县辖遮放镇，原遮放镇改称遮放办事处（现称街道村）。:25-312005年11月，东山乡并入遮放镇。:2556

## 地理
遮放镇总面积422平方千米，距离芒市39千米，有国境线8.1千米；2020年有人口54,157人，傣族占71.72%（2019年），景颇族占9.63%（2019年）:88。遮放镇辖境多为山区，遮放坝位于镇内，整体地势四周高、中部低。境内最高峰是翁角村的马蹄相梁子，海拔2,108米；最低点弄坎村的芒帕，海拔780米。芒市河流经遮放镇，在戛中村注入瑞丽江，河口处地势低平，常发洪涝灾害:2556。遮放农场位于遮放镇西部，原为云南省农垦总局下属的国营农场，现移交芒市地方管理。

## 行政区划
遮放镇下辖以下地区：
街道村、户闷村、户弄村、弄喜村、户拉村、遮冒村、弄坎村、戛中村、河边寨村、弄丘村、翁角村、拱岭村和邦达村。

## 经济
遮放镇是典型的传统农业大镇，特产遮放贡米，有“贡米之乡”的美誉。2016年，遮放镇有耕地面积150,153亩，农业总产值65,671万元，主要作物有水稻、玉米、小麦、甘蔗、茶叶、橡胶、咖啡、澳洲坚果、核桃、油茶、烟草等，种植芒果、菠萝、菠萝蜜等热带水果。2011年有规模以上工业企业8家，全年社会商品销售额3,386万元，财政收入5,879万元。:2556

## 基础设施
遮放镇有16所小学和2所初中，镇内建有文化电视广播服务中心1个、卫生院2所。镇内有县乡级公路17条，总长197.67千米，乡村公路通达率100%，杭瑞高速、320国道、芒瑞大道过境，334省道遮陇公路自遮放至陇川拉影，339省道遮芒公路自遮放至芒海。:2556

## 著名人物
- 万小散——傣剧表演艺术家、国家一级演员。

## 特产
- 遮放贡米：中国地理标志产品。